# Micrurus alleni
Micrurus alleni är en ormart som beskrevs av Schmidt 1936. Micrurus alleni ingår i släktet korallormar, och familjen giftsnokar.
Arten förekommer i Centralamerika från Honduras till Panama. Den lever i låglandet och i bergstrakter upp till 1620 meter över havet. Födan utgörs av fiskar som Synbranchus marmoratus, av andra ormar och av ödlor. Honor lägger ägg.
För beståndet är inga hot kända. Hela populationen anses vara stabil. IUCN listar arten som livskraftig (LC).

## Underarter
Arten delas in i följande underarter:
- M. a. alleni
- M. a. richardi
- M. a. yatesi